# جانکارلو پاسیناتو
جانکارلو پاسیناتو (انگلیسی: Giancarlo Pasinato؛ زادهٔ ۲۰ سپتامبر ۱۹۵۶) بازیکن فوتبال اهل ایتالیا است.
از باشگاه‌هایی که در آن بازی کرده‌است می‌توان به باشگاه فوتبال اینتر میلان، باشگاه فوتبال چیتادلا، باشگاه فوتبال آسکولی، و باشگاه فوتبال آ.ث. میلان اشاره کرد.